# Webley RIC

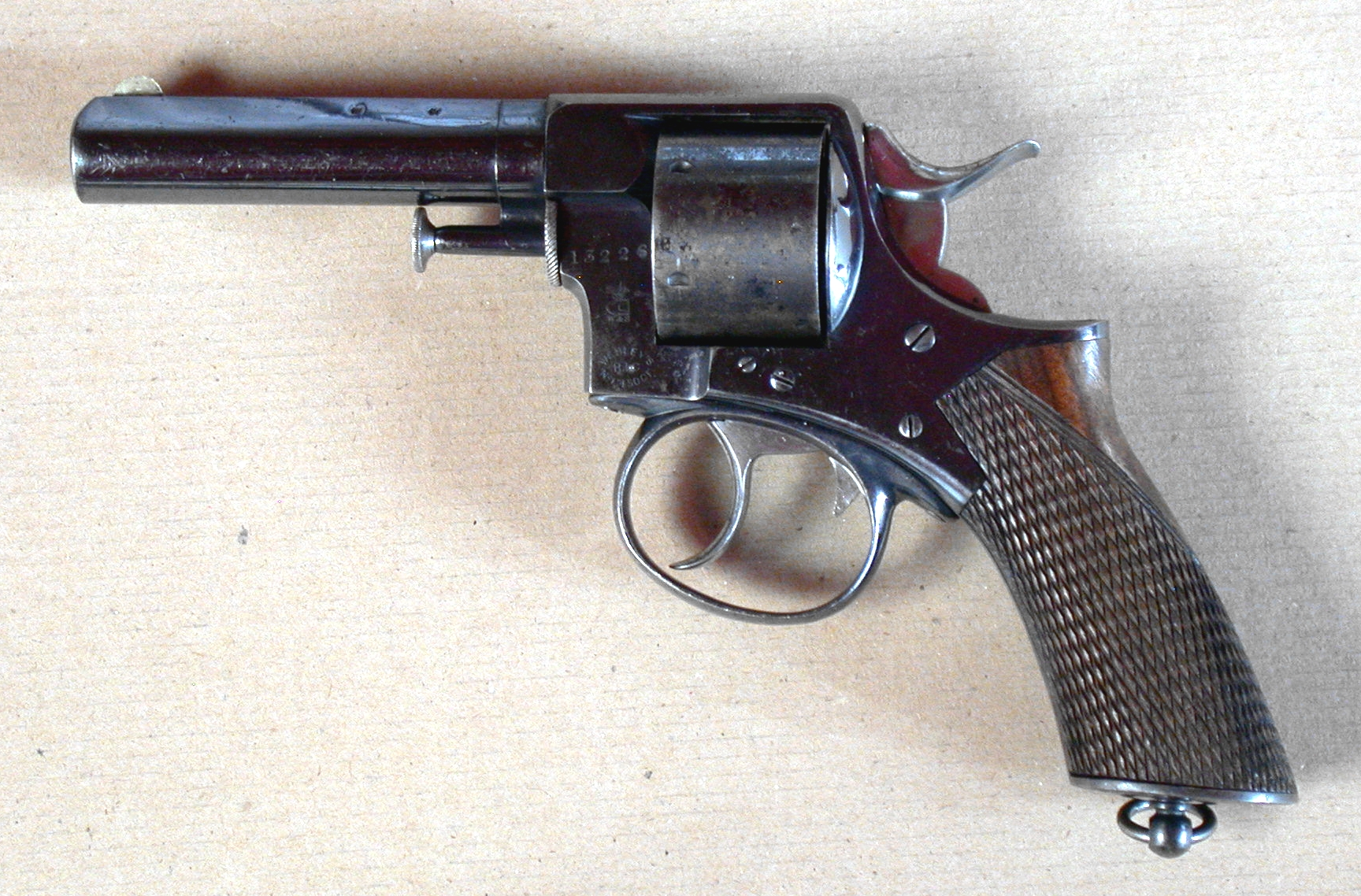
Le Webley RIC

Le Webley RIC est un revolver britannique qui fut produit par Webley & Scott (en) et adopté par la Royal Irish Constabulary en 1868. Sa fabrication s'acheva dans les années 1930. Il y eut de nombreuses copies anglaises, belges et américaines de cette arme de poing

## Fiche technique du Webley original
- Mécanisme : Double action, barillet fixe, extracteur par tige, portière de chargement à droite
- Calibre : .44 Webley,.450 Revolver
- Longueur du canon : 114 mm
- Longueur du révolver : 240 mm
- Capacité : 6 coups
- Poids : 750 g
- Usage : Arme de police au Royaume-Uni et dans l'Empire britannique (comme le Toronto Police Service au Canada).
- Utilisateur célèbre : Général Custer.

## Sources et bibliographie en langue française
- D. Venner, Les Armes de poing de 1850 à nos jours, Éditions Larousse, 1988.
- Gérard Lecœur et Michel Léger, R.I.C. et Bull Dog : Et leurs dérivés , Crépin-Leblond, 2008.
- Martin J. Dougherty, Armes à feu : encyclopédie visuelle, Elcy éditions, 304 p. (ISBN 9782753205215), p. 62.